# La Main au collet
Ne doit pas être confondu avec La Main au collier.
Pour plus de détails, voir Fiche technique et Distribution.

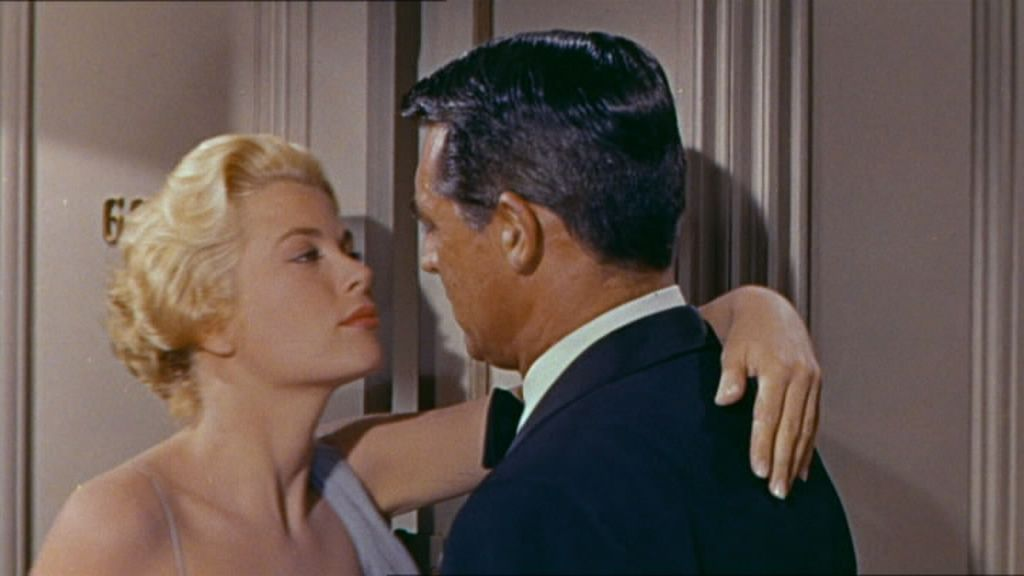
Grace Kelly et Cary Grant dans une scène du film.

La Main au collet (To Catch a Thief) est un thriller romantique américain réalisé par Alfred Hitchcock, sorti en 1955. Le scénario est écrit par John Michael Hayes et est inspiré du roman éponyme de 1952 écrit par David Dodge.  
Cary Grant y incarne John Robie, un cambrioleur retraité qui doit sauver sa réputation entachée et prouver son innocence en attrapant un imposteur s'attaquant aux riches touristes de la Côte d'Azur, tandis que Grace Kelly, dans son dernier rôle pour Hitchcock, y incarne Frances Stevens, la femme attirante dont il tombe amoureux.

## Synopsis
Différents vols de bijoux sur la Côte d'Azur surviennent. La police en vient à croire qu'un célèbre cambrioleur, John Robie, surnommé « Le Chat », maintenant retraité dans une grande villa où il fait planter des fleurs et du raisin, a repris son activité. Quand la police arrive chez lui, il leur échappe et va à Monaco, dans un restaurant tenu par ses anciens associés, mis en liberté conditionnelle grâce à leurs actions dans la Résistance pendant la Seconde Guerre mondiale. Bertani, Foussard et les autres sont furieux contre John car ils sont tous suspects tant que le nouveau « Chat » est en activité. Quand la police arrive dans le restaurant de Bertani, toujours à la recherche de John, Danielle, la fille de Foussard, qui a le béguin pour l'ancien cambrioleur, l'emmène en sûreté à Cannes par bateau.
John reconnaît qu'il doit prouver son innocence en attrapant le nouveau « Chat » lui-même. Il obtient l'aide d'un assureur qui lui donne une liste des personnes des plus riches de la Côte d'Azur. Les plus riches de la liste sont Jessie Stevens, une nouvelle riche veuve, et sa fille Frances. John se lie donc d'amitié avec elles. Jessie est ravie mais est vite rappelée à l'humilité par sa fille. Quand John et Frances rencontrent Danielle à la plage, John continue de se faire passer pour un riche touriste de l'Oregon, malgré la jalousie de Danielle envers Frances.
Cependant, Frances découvre le secret de John et, sous une pluie de feux d'artifice, le séduit en le narguant avec ses bijoux, le taquine en le faisant rêver d'escapades sur les toits et se présente comme une apprentie qui pourrait l'accompagner dans ses crimes.
Le lendemain matin, Jessie découvre que ses bijoux ont disparu. Frances accuse John de l'avoir utilisée comme distraction afin de voler les biens de sa mère. Elle appelle la police, mais John a disparu.
Pour attraper le nouveau « Chat », John espionne un domaine mais est attaqué. Un second attaquant semble frapper John avec une clé anglaise, qui tombe dans la mer : il s'agit cependant en réalité de Foussard, décédé lors de la chute. La police annonce publiquement que Foussard était le cambrioleur, mais John annonce en secret à l'assureur que c'est impossible car Foussard avait une jambe de bois et ne pouvait pas grimper sur les toits.
Les funérailles de Foussard sont gâchées par les accusations de Danielle envers John, qui est, selon elle, responsable de la mort de son père. À la sortie du cimetière, Frances s'excuse auprès de John et lui confesse son amour, mais John lui répond qu'il doit continuer à chercher le « Chat ». Il demande à Frances de lui permettre d'assister à un bal masqué au cours duquel il pense que le « Chat » frappera une nouvelle fois.
Au bal masqué, Frances apparaît au public dans une splendide robe dorée tandis que John est méconnaissable sous son masque et son costume de Maure. Quand Jessie demande au Maure d'aller lui chercher ses médicaments, les autorités entendent sa voix et reconnaissent John. Quand le Maure masqué revient, la police attend tandis que Frances et lui dansent ensemble toute la nuit. Quand le Maure et Frances vont dans la chambre de cette dernière, l'homme derrière elle n'est en réalité plus John mais l'assureur, qui a pris sa place afin qu’il puisse s'enfuir du bal. 
John, pendant ce temps, a attendu toute la nuit sur le toit, et sa patience est récompensée quand apparaît enfin une silhouette habillée de noir. Alors qu'il la poursuit, la police l'aveugle avec un spot et lui demande de s'arrêter. Il s'enfuit alors qu'ils essaient de lui tirer dessus et parvient à attraper l'imposteur, les bijoux en main. L'équilibriste démasqué s'avère être Danielle, la fille de Foussard. Elle perd l'équilibre sur le toit, mais John lui attrape la main avant la chute. Il la force alors à avouer devant la police l'implication de son père et de Bertani dans le coup.
John retourne ensuite dans sa villa, où Frances, qui l'avait suivi, le convainc de lui laisser une place dans sa vie. Il accepte avant de prendre un air dépité quand Frances dit que sa mère se plaira très bien ici.

## Fiche technique
- Titre original : To Catch a Thief (littéralement « Pour attraper un voleur »)

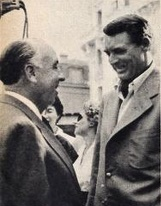
Hitchcock et Cary Grant lors du tournage du film.

- Titre français : La Main au collet
- Réalisation : Alfred Hitchcock
- Scénario : John Michael Hayes, d'après le roman La Main au collet de David Dodge
- Musique : Lyn Murray
- Assistant réalisateur : Paul Feyder
- Photographie : Robert Burks
- Costumes : Edith Head
- Direction artistique : Hal Pereira et J. McMillan Johnson (en)
- Son : Harold Lewis et John Cope
- Décors : Sam Comer
- Montage : George Tomasini
- Scripte : Sylvette Baudrot
- Production : Alfred Hitchcock
- Société de production : Paramount Pictures
- Langues originales : anglais et français
- Format : couleur - Vistavision Technicolor
- Durée : 106 minutes
- Dates de sortie :
  - États-Unis : 5 août 1955
  - France : 23 décembre 1955

## Distribution

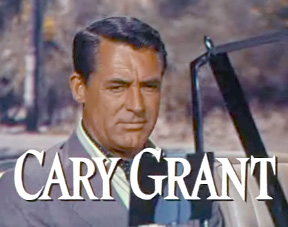

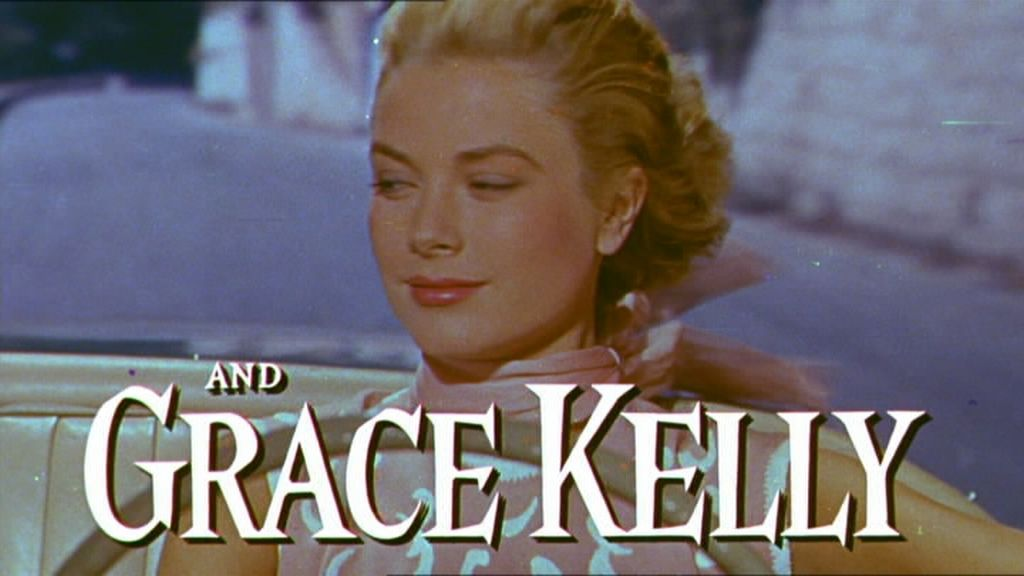

- Cary Grant (VF : Jean Davy) : John Robie (Georges Robert en VF) dit « le Chat » / Conrad Broglie
- Grace Kelly (VF : Élina Labourdette) : Frances (Florence en VF) Stevens
- Jessie Royce Landis (VF : Lita Recio) : Jessie Stevens, la mère de Frances
- John Williams (VF : Roger Tréville) : H. H. Hughson
- Charles Vanel (VF : lui-même) : Bertani
- Brigitte Auber (VF : elle-même) : Danielle Foussard
- Jean Martinelli (VF : lui-même) : Foussard, le père de Danielle
- Georgette Anys (VF : elle-même) : Germaine

Interprètes non crédités :
- René Blancard (VF : Raymond Rognoni) : le commissaire Lepic
- Dominique Davray (VF : elle-même) : Antoinette
- Russell Gaige : M. Perry Sandon, l'hôte du bal costumé
- John Alderson (VF : Raymond Rognoni) : un détective au bal costumé
- Eugene Borden : un maître d'hôtel français
- William 'Wee Willie' Davis (VF : Pierre Morin) : l'employé costaud des cuisines
- Gérard Buhr (VF : lui-même) : un inspecteur
- Louis Mercier : un croupier
- Alberto Morin : un détective
- Barry Norton : un Français
- Philip Van Zandt : un employé de bijouterie
- Roland Lesaffre (VF : lui-même) : un maître nageur sur la plage

## Production

### Lieux de tournage

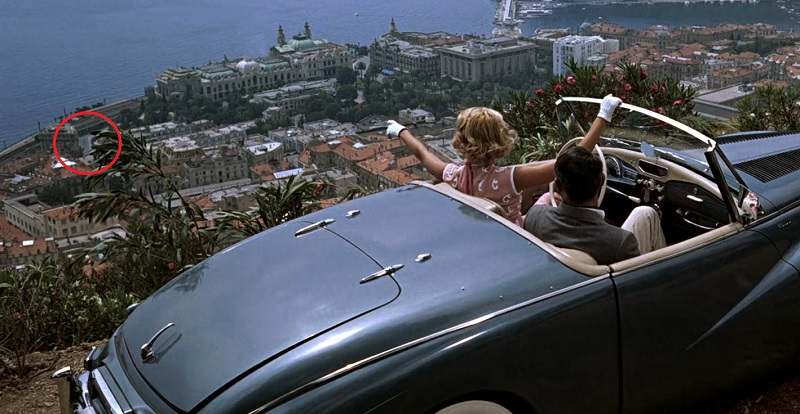
Grace Kelly dans une scène du film, pointant du doigt l'avenue qui portera son nom à Monaco.

Le film a été en partie tourné sur la Côte d'Azur et plus spécialement au château de la Croix-des-Gardes, à Cannes.
- France
  - Beausoleil
  - Cagnes-sur-Mer
  - Cannes
  - Èze
  - Gourdon
  - Grasse
  - La Turbie
  - Le Bar-sur-Loup
  - Nice
  - Saint-Jean-Cap-Ferrat
  - Saint-Jeannet
  - Studios de La Victorine, Nice
  - Tourrettes-sur-Loup
  - Villefranche-sur-Mer

- Monaco
  - Monte-Carlo

- États-Unis
  - Studios Paramount, Hollywood (Californie)

## Autour du film

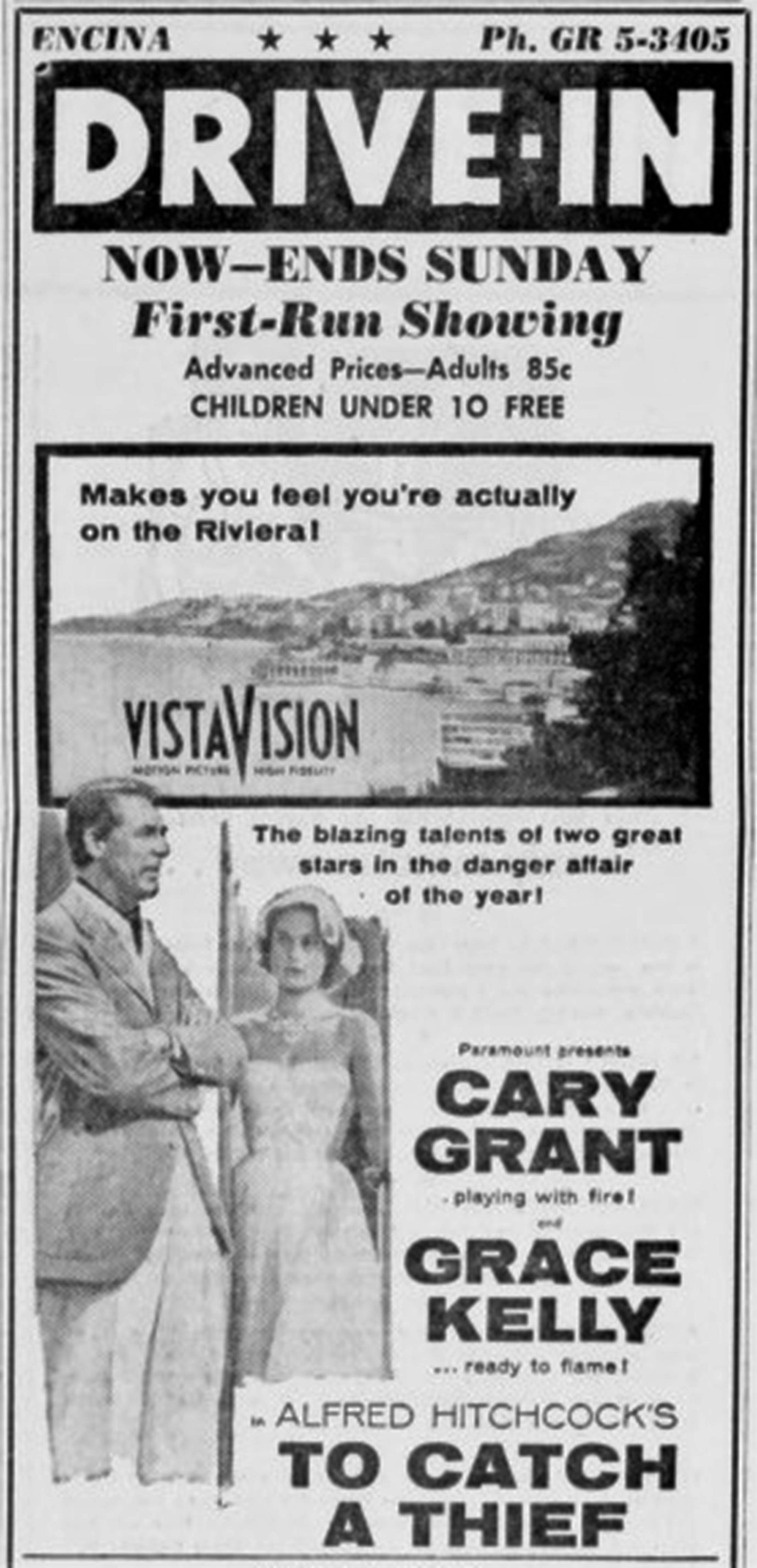
Le film à l'affiche d'un drive-in en Californie.

- Caméo : à la dixième minute, Alfred Hitchcock est assis à gauche de Cary Grant dans le bus (le mouvement de caméra vers Hitchcock étant accompagné d'un effet musical inhabituel dans la série des caméos d'Hitchcock).
- Dans le film, Jean Martinelli joue deux scènes aux côtés de Cary Grant. Ironiquement, le comédien français a doublé l'acteur anglo-américain à une occasion, dans On murmure dans la ville, en 1951.
- Malgré la présentation du personnage de Danielle comme une jeune fille ou une adolescente, en comparaison au personnage plus mature de Frances, Brigitte Auber avait 29 ans lors du tournage, soit quatre ans et demi de plus que Grace Kelly.
- Contrairement à une idée reçue (notamment soutenue par la Paramount elle-même au mépris des réalités biographiques), Grace Kelly ne rencontra pas le prince Rainier à l'occasion de ce tournage (à l'été 1954) mais près d'un an plus tard à l'occasion du festival de Cannes (en mai 1955) pour la présentation du film de George Seaton Une fille de la province pour lequel l'actrice avait remporté l'Oscar de la meilleure actrice en février 1955.
- La nouvelle Villa des bijoux, écrite par un auteur australien Matthew Asprey, a pour cadre et sujet de son action la villa Les Bolovens, où fut tournée La Main au collet, ainsi que le village de Saint-Jeannet[2].
- La série télévisée argentine La Main au collet (Atrapa a un ladróna) sortie en 2019 est un remake du film.